# Apteroscirtus inalatus
Apteroscirtus inalatus är en insektsart som först beskrevs av Karsch 1886.  Apteroscirtus inalatus ingår i släktet Apteroscirtus och familjen vårtbitare. Inga underarter finns listade i Catalogue of Life.